# Воскресенская церковь Киево-Печерской лавры

Воскресенская церковь

Воскресенская церковь, Церковь Воскресения Христового — памятник архитектуры XVIII ст., расположенный на территории Киево-Печерской лавры справа от дороги, которая ведёт к Ближним и Дальним пещерам. Построена в стиле казацкого барокко.
К подворью церкви ведут двое ворот, которые возведены в начале XX ст., — одни с севера, со стороны Лавры, другие — с запада.
Церковь является мемориалом жертвам Афганской войны 1979—1989 годов.

## История

### Деревянная церковь
Некоторые допускают, что в XI ст. в период Киевской Руси на этом месте стоял Дмитриевский монастырь, построенный на средства великого Киевского князя Изяслава Ярославича. В начале XII ст. на этом месте был построен деревянный храм, который стал собственностью Киево-Печерского монастыря и был освящён в честь Воскресения Христового. Сначала его прихожанами были главным образом лаврские поселенцы (в ведении прихода было 100 дворов), торговцы, которые приезжали на ярмарки. Со временем круг прихожан расширился за счёт офицеров разных рангов, поскольку рядом была цитадель Печерской крепости, здание Киевских генерал-губернаторов.

### Мраморная церковь
Нынешний мраморный храм на месте деревянного, был построен в 1701—1705 годах.
В 80-е годы XVIII ст. после того, как храм стал епархиальным, его реставрировали известные архитекторы П. Спарро, В. Николаев, Е. Ермаков, С. Колыванов. В XVIII—XIX ст. церковь отведывало немало известных людей: Киевские генерал-губернаторы, князья Д. Голицын, города Леонтьев, военные губернаторы М. Кутузов и А. Тормасов. Кроме того, прихожанами храма были садовники, работники Царского сада, врачи, переводчики, гончары, столяры и др.
Храм имел 3 престола: главный — в честь Воскресения Христового, второй — в честь апостолов Петра и Павла, а также на втором этаже — во имя Рождества Богородицы. В 1863 году к церкви была пристроена мраморная трёхъярусная колокольня. На третьем ярусе находилось 9 колоколов. Первый, наибольший, имел массу 29 пудов 20 фунтов.
После пожара 1887 года остался только один главный престол. Храм капитально отремонтировали, установили кафельные печки и деревянные хоры.
В 1917 году во время Гражданской войны церковь была частично разрушена пушечными снарядами. Длительное время кровля отсутствовала, росписи разрушались под влиянием атмосферных осадков. До нашего времени иконостас, росписи, реликвии храма практически не сохранились.
В начале 1980-х годов был проведён капитальный ремонт. Позднее установлен резной деревянный иконостас, а сам храм заново расписан. Матери воинов, которые погибли во время военных действий в Афганистане, приложили немало усилий для восстановления деятельности и реставрации храма.

## Ворота
Ворота, ведущие к подворью, построили в 1906 году каменщиком Николаем Шелгуновым, украшены колонками, карнизами, банями с позолоченными крестами. Ворота были украшены иконами, которые были написаны мастером Ольгой Загвоздиной.